# Mörk dyntrådskivling
Mörk dyntrådskivling (Inocybe pruinosa) är en svampart som beskrevs av R. Heim 1931. Enligt Catalogue of Life ingår Mörk dyntrådskivling i släktet Inocybe,  och familjen Inocybaceae, men enligt Dyntaxa är tillhörigheten istället släktet Inocybe,  och familjen Crepidotaceae. Artens status i Sverige är: Ej påträffad. Inga underarter finns listade i Catalogue of Life.